# 후지타 미리아
후지타 미리아(일본어: 藤田みりあ, 1998년 6월 15일~)는 일본 여성 아이돌 그룹인 페어리즈의 전 멤버이다. 오사카부 출신이다.

## 경력
- M스리 라는 유닛으로 활동중 에 있다.

## 프로필
- 생년월일: 1998년 6월 15일
- 출신지: 오사카부
- 가족관계: 아버지, 어머니